# Vějíř

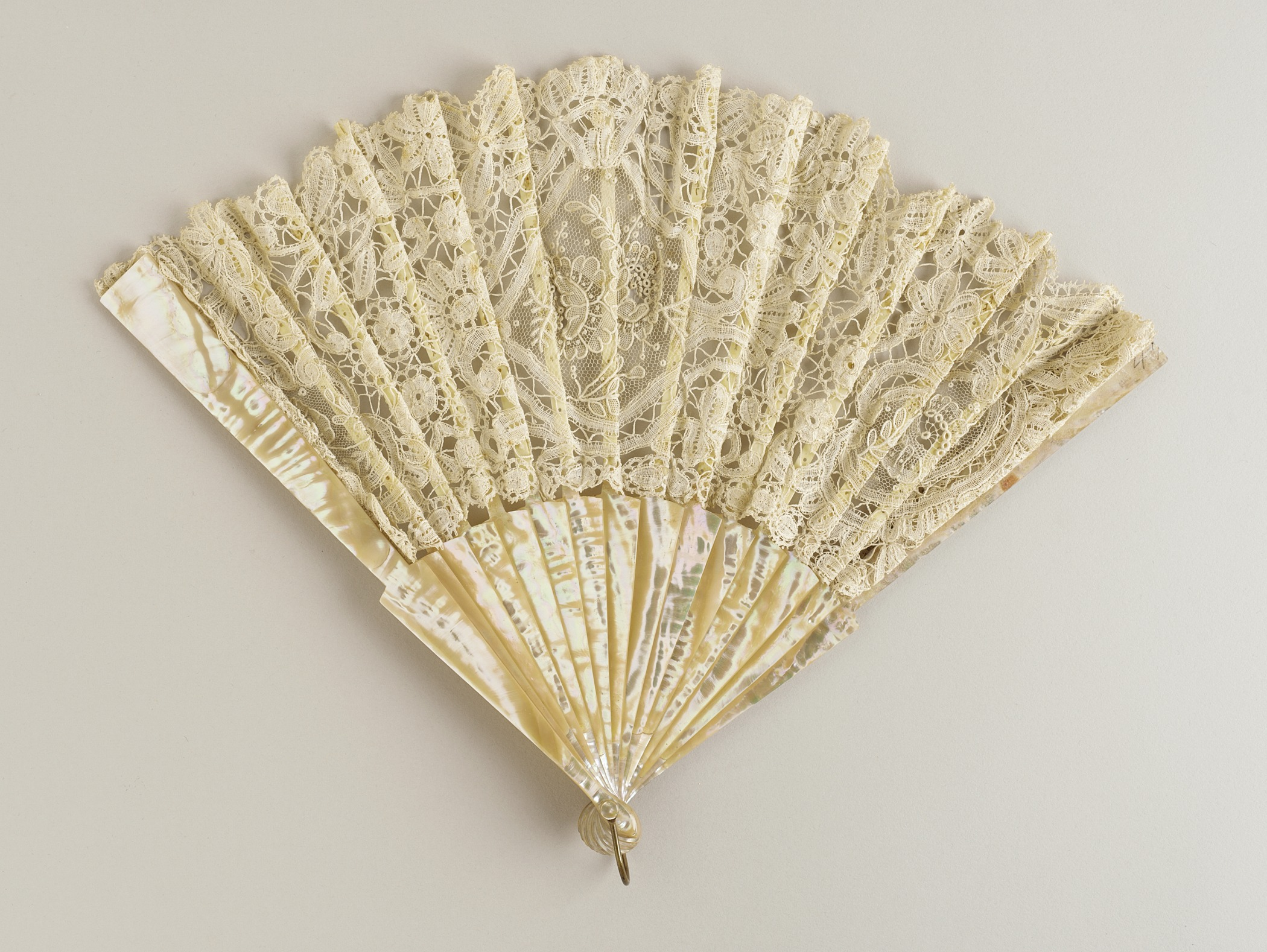
Bruselský krajkový vějíř, perleťová žebra a mosazné kovové poutko, konec 19. století

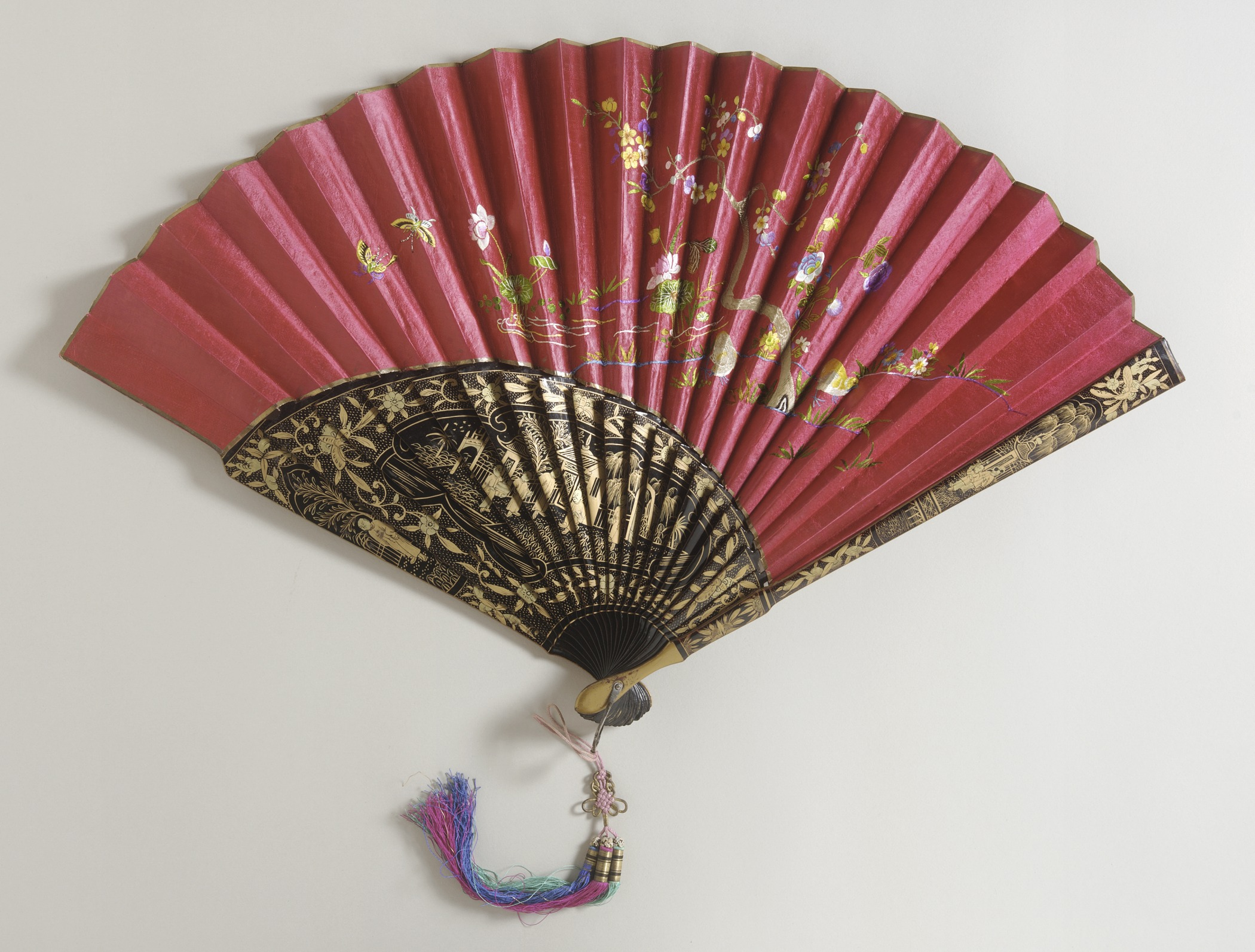
Hedvábný saténový vějíř, dřevěná žebra, Čína,konec 19. století

Vějíř je pomůcka k osobnímu ovívání, ochlazování pokožky obličeje vířením vzduchu. Používá se v teplých měsících především ve středomořských státech jako je Španělsko, Itálie apod. V Evropě zůstává v oblibě během „plesové sezóny“, kdy plní funkci praktickou (ovívání) i jako módní doplněk. Funkce vějíře, od praktické, přes rituální a sociální se v průběhu staletí měnily.
Od konce čtrnáctého století vyráběli Číňané pevnější skládací vějíře s nalepeným listem z obou stran žeber. V Japonsku se používaly u císařského dvora, při divadelních představeních nebo při čajovém obřadu. Často je používali tanečníci.     
V Evropě se rozšířili prostřednictvím španělských a portugalských zámořských výprav. První vějíře se koncem patnáctého století vyráběly ve Španělsku. V šestnáctém století se stali známými výrobci Italové. V sedmnáctém století se centrem výroby skládacích vějířů stala Francie. Na rozdíl od levných vějířů, dovážených z Číny se vějíř vyrobený v Evropě stal okázalým předmětem odrážející sociální nebo náboženské postavení majitele. Například v Holandsku vznikly série církevních vějířů. Antické mytologické náměty se objevily na listech v období baroka. Během rokoka byly vystřídány „galantními“ obrazy. Politické a historické motivy znázorňovaly anglické listy vějíře v osmnáctém století.
Masová výroba devatenáctého století umožnila rozšíření různých forem vějířů do všech vrstev společnosti. Motivy výzdoby tvořily karikatury, mapy, hlavolamy, noty atd. Vějíře již nebyly pouze společenským doplňkem, ale používaly se jako suvenýry. Levným materiálem na výrobu se stala sláma a celuloid. Novinkou byla speciální schránka na jejich ukládání. Během dvacátého století se měnila i jejich funkce. Začaly sloužit k reklamním účelům a postupně klesala jejich kvalita a cena. Až na výjimky jako je Itálie, Španělsko a Japonsko téměř vymizely.

## Základní pojmy

### Složení a základní rozdělení
Vějíř se skládá z listu, jazýčku, krycí lišty, žeber, nýtu a podložky. Základní rozdělení bylo převzato z japonských tradic. Dělí se na pevné (učiwa), které mají pravděpodobně původ v Číně a Koreji, a skládací (ogi) pocházející z Japonska. Od středověku se pevné přestaly až na výjimky vyrábět. Naproti tomu skládací zaznamenaly velký rozkvět. Začaly se lišit nejen podle typů použitých materiálů, ale také výzdobou nebo způsobem výroby. 

### Proč vějíř „chladí“
Vrstva vzduchu, přiléhající k tváři, se otepluje a brání úniku tepla z pokožky. Tak dochází k přehřátí. Když je tato vrstva vzduchu uvedena listem vějíře do pohybu, přichází tvář do styku s chladnějším vzduchem z okolí. Pohybování vějířem umožňuje výměnu vzduchu u tváře a osoba získává příjemný pocit ochlazení. Také se zrychluje promíchávání vzduchu v uzavřených prostorách a pomáhá tak vyrovnání celkové teploty.

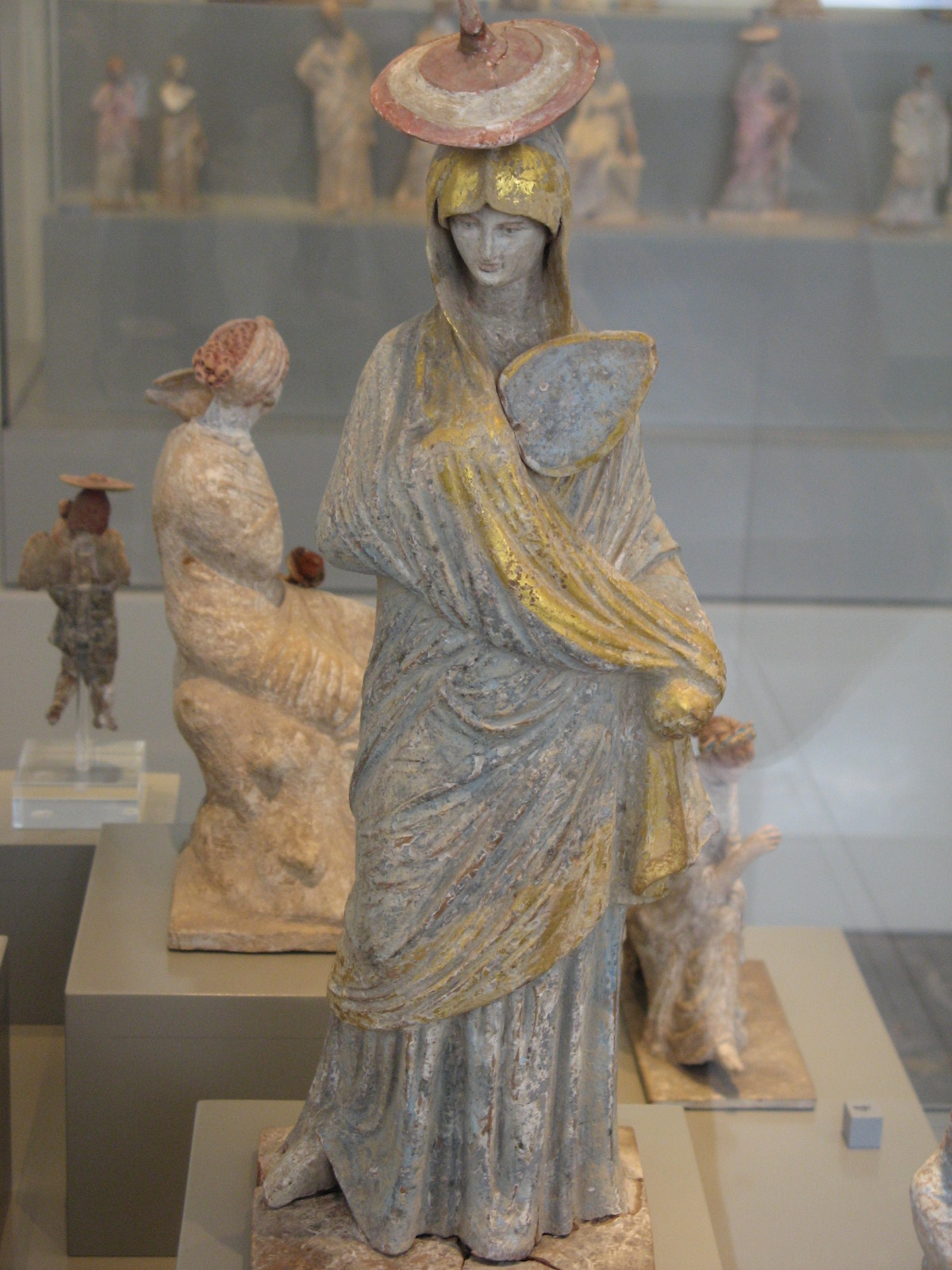
Řecká dáma z Tanagry s vějířem, kolem 330 př. n. l.

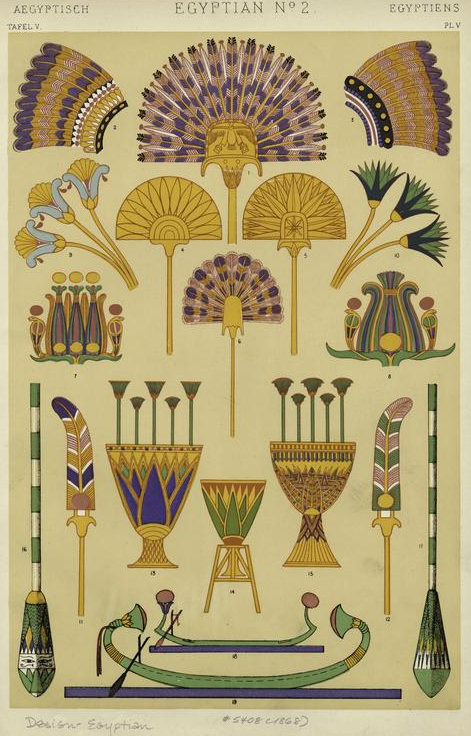
Starověké egyptské vějíře kresby v encyklopedii z 19. století

## Historie
K jejich vzniku vedly praktické důvody. V počátcích lidských dějin bylo třeba rozdmýchat oheň, odhánět hmyz, odstraňovat zrno od plev. Také se chránit před sluncem nebo ochlazovat se. První funkční „vějíř“ byla pravděpodobně větev. Nejstarší se vyráběly z koňských nebo kravských oháněk a také z křídel ptáků. Používaly se i vysušené kostry křídel.
Méně známé bylo využití vějíře jako zbraně k boji. Nejdříve se vyráběl ze dřeva a bambusu, ale mnohem častěji byl kovový, ten patřil k velmi nebezpečným zbraním, mnohdy těžším než meč. Vnější hrany měl velmi ostré. Kovové pláty, které tvořily žebroví byly připojeny na pružinách. I přes svou velikost mohl být nošen veřejně a proto patřil mezi nejnebezpečnější zbraně bojového umění.
Nejstarší hmotné doklady vějířů na světě byly nalezeny v Egyptě. Zdobená oháňka z dlouhých per vzácných ptáků byla zasazena do umělecky řešeného držadla. Stala se součástí ceremonií a poukazovala na nadřazenost a významnost osoby, za kterou byla nošena. Původní držadla byla prodloužena tak, aby sloužící pohybovali vějířem nad svým pánem, aniž by porušili požadovanou uctivou vzdálenost.
V Tutanchamonově hrobce jich bylo nalezeno osm. Známý je tzv. Zlatý vějíř nebo konstrukčně zajímavý, malý vějíř ze slonoviny.

### Starověk
Archeologické nálezy dokazují, že palmový vějíř se používal v oblastech starověkého Řecka a Říma. Z doby kolem druhého století před naším letopočtem  se dochovaly terakotové sošky s vějířem z Tanagry. Malba na vázové keramice z Apulie dokládá používání listu z peří. Vějíře se rozlišovaly na základě jejich funkce. Jedním typem se udržoval obřadní oheň a jiný začaly používat vznešené Římanky jako módní doplněk. Nosily je nad nimi služky nazývané flabellifery.
Počátkem našeho letopočtu se údajně zabýval jejich výrobou také svatý Svatý Jeroným. 

### Období raného křesťanství a středověku
Dělily se podle použití na pevné a skládací. Pevné (flabellum) používala západní i východní církev při liturgických obřadech již od raného středověku. Během prvního století našeho letopočtu získaly kruhový tvar. Z období raného středověku se většinou nedochovaly kulturní památky, tedy ani dokumenty o používání vějířů v běžném životě obyvatel. Naproti tomu záznamy o přesném používání církevního vějíře (flabelly) byly popsány ve čtvrtém století v tzv. Constitutions Apostoliqiies.

Isabella Brant, první manželka malíře Petera Paula Rubense.

### Novověk
V patnáctém století se v Evropě používaly oháňkové i péřové vějíře, nebo poskládané z koženého listu nebo látky. Měly většinou list kruhového nebo obdélníkového tvaru. První exemplář se v Evropě objevil snad v roce 1543 v Lisabonu prostřednictvím zámořských výprav, především španělských a portugalských. Během šestnáctého století, přes blízké rodinné vazby královských rodin, se rozšířily do Španělska, Holandska i Rakouska. Dvorní portréty dokazují, že orientální skládací vějíř se stal nezbytným doplňkem šlechty a důležitým znakem jejího společenského postavení. 
Na přelomu šestnáctého a sedmnáctého století evropští výrobci neměli dostatek praxe a zkušeností. Snažili se napodobovat dovážené zboží a experimentovali s materiály i výrobou vějířů. V prvním desetiletí sedmnáctého století dovážela značné množství exotického zboží z Asie, tedy i skládací vějíře do Evropy Východoindická společnost. Mezi velmi žádané patřily tzv. brisé vějíře, vyrobené pouze ze žeber, která spojoval nýt a ve vrcholu stužka, držící jednotlivá žebra v určitém odstupu pohromadě. První evropské vějíře ze slonoviny byly těžkopádné. Postupně se evropská výroba zlepšovala a záhy začala konkurovat dováženému zboží. Poté co se Japonsko v roce 1639 uzavřelo před ostatním světem (Období Edo), se od poloviny sedmnáctého století stala Francie centrem výroby skládacích vějířů.

#### Itálie
V renesanční Itálii se používal vějíř nazývaný ventarola pro ovívání, ale také pro podnícení ohně. Slavnostní vějíř girouettes tzv. praporkový, nebo také korouhvičkový nosily benátské dívky. Tento typ měl dlouhou rukojeť s plochým obdélníkovým listem, který byl zakotven do rukojeti nebo se kolem ní volně otáčel. Vyráběl se splétáním slámy, rákosových nebo palmových listů. K jeho výrobě se používal i jemně prořezávaný pergamen nebo zpevněný papír. Byl zdoben například paličkovanou krajkou, zdobícími lemy nebo vyšívanými motivy. Konce doplňovaly střapce a stužky. Bohatá výzdoba ukazovala finanční možnosti i postavení majitelky. Například vdané paní v Padově nebo Turíně ještě po roce 1550 používaly péřový vějíř s bohatě zdobenou rukojetí. Bohaté vrstvy si nechávaly zdobit rukojeti zlatem, drahokamy a polodrahokamy, nebo inkrustací křišťálovými či achátovými kamejemi. Na počátku šestnáctého století se stala Itálie dominantní zemí ve výrobě vějířů v Evropě. Benátští umělci a řemeslníci byli známí svým uměním barvit peří i hedvábí.

#### Francie

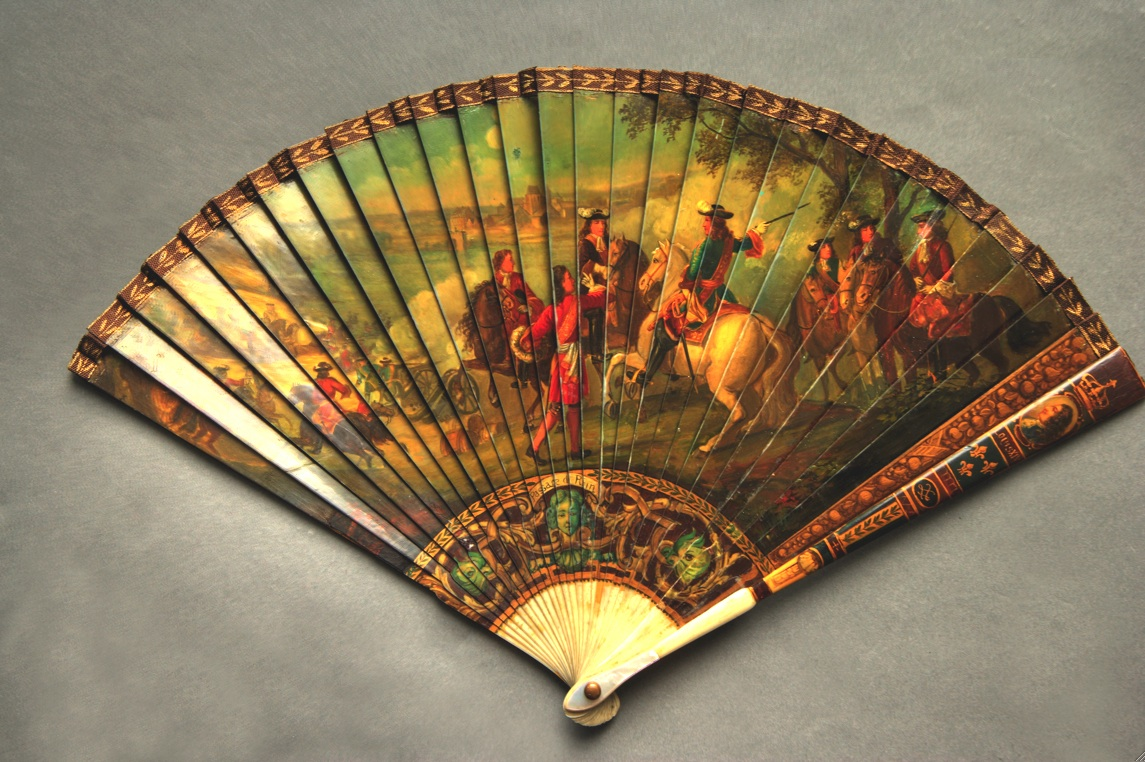
Vějíř z doby Ludvíka XIV.

Bohatě zdobený praporkový vějíř se rozšířil u francouzského dvora a záhy po celé Evropě. V roce 1533 si přivezla do Francie Kateřina Medicejská orientální skládací vějíř ve své svatební výbavě. Tato konstrukce byla novinkou, také orientální původ zde hrál důležitou roli.
Umělecký vkus každého období se odrážel také na typu námětu. Výrobci listů se více zaměřili na aversové strany (tato strana je směrována k divákovi a je zdobena hlavním motivem). Listy z jemné kůže nebo papíru byly zdobeny malbami s použitím technik akvarel nebo kvaš. Předlohy poskytovaly malby italských a  francouzských malířů, ke kterým patřil například Antoine Watteau nebo François Boucher.
Motivy konce osmnáctého století reagovaly i na politické nebo společenské události. Vějířové listy nově zdobily prvky reprezentující styl Ludvíka XV. (květinové koše, zátiší, holuby atd.). Na počátku devatenáctého století převládly menší většinou zelené, šedé nebo modré vějíře s hedvábnými nebo gázovými listy. Byly zdobeny výšivkami z kovových flitrů. Od poloviny devatenáctého století nové grafické techniky umožnily výrobu většího množství levnějších vějířů, které zdobily karikatury, mapy, hlavolamy a další texty. 

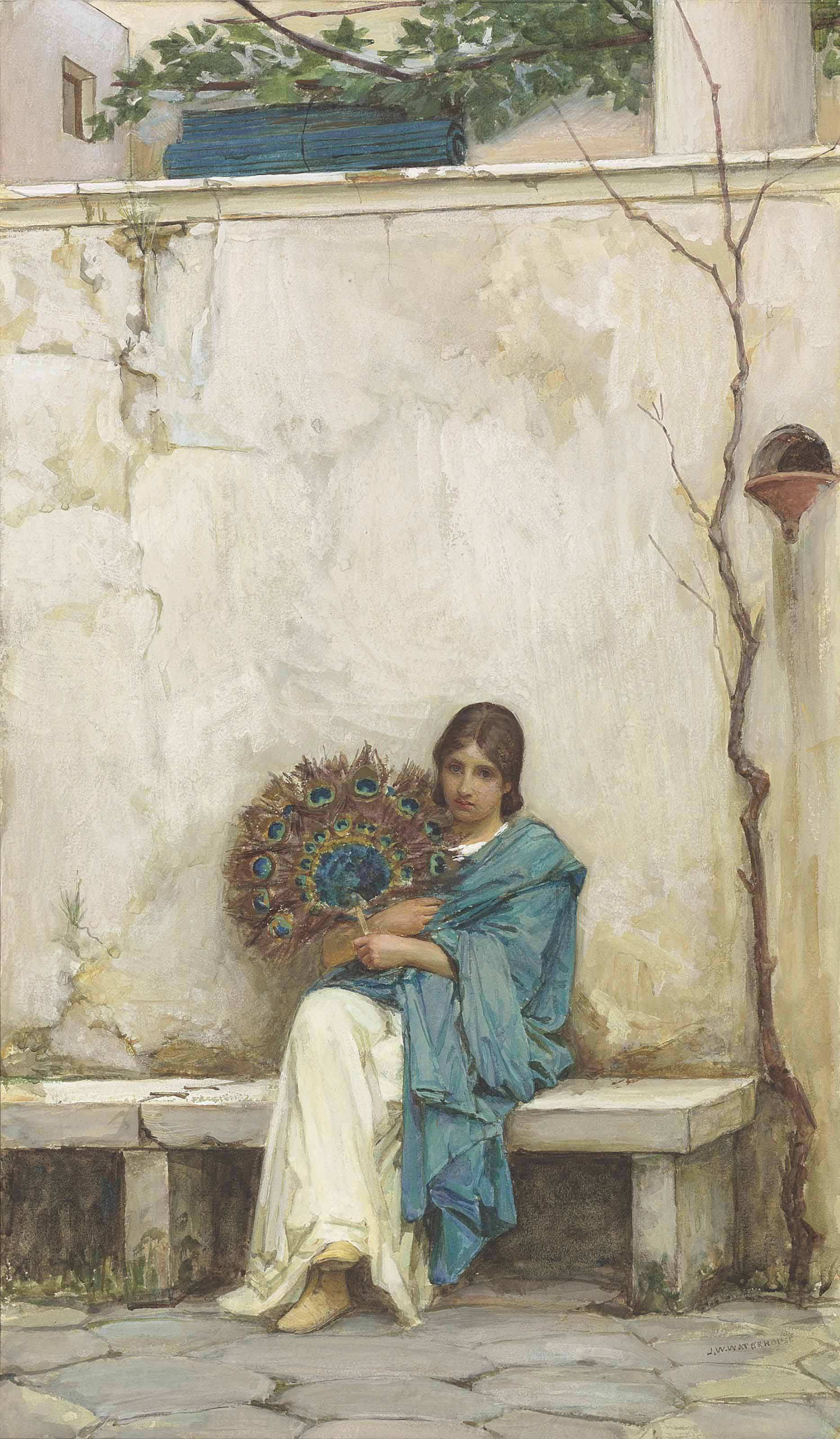
Vějíř z pavího peří, „Day Dreams“, malíř John William Waterhouse

#### Anglie
Také Anglie se podobně jako Francie zajímala o vývoj toho doplňku. Královna Alžběta I. vlastnila péřové vějíře, mnohé dostávala darem. Její sbírka obsahovala péřové, skládací orientální a posléze vějíře již vyrobené v Evropě. Anglické vějíře, které se dochovaly z počátku sedmnáctého století nejsou tak propracované ani kvalitní, jako francouzské nebo italské. V druhé polovině sedmnáctého století během vlády Olivera Cromwella se k jejich výrobě začala používat slída. Typ brisé vyráběný v Anglii byly sice inspirován dovozem z Číny a Japonska, ale jeho charakteristickým znakem byly náměty z mytologie. Doplňovaly je akvarelové miniatury v medailoncích. Mezi umělce, kteří zdobili vějířové listy, patřila i malířka Angelika Kauffmanová.

### Období Belle Époque
V Evropě osmnáctého století byl vějíř doplněk, který používala vyšší společnost. Během devatenáctého století se však změnil v jednoduchý módní doplněk dostupný téměř všem společenským vrstvám. Mezi motivy výzdoby patřily karikatury, mapy, hlavolamy atd. Koncem století, během období Belle Époque, které bylo synonymem elegance, výstřednosti a hlavně „rozloučení se starým světem“ se vrátila obliba honosného reprezentativního vějíře. Mezi malíře listů patřil například Maurice Leloir, nebo Edgar Degas, Vincent Van Gogh nebo také Paul Gauguin.
Kvalitní a luxusní vějíře se vyráběly také v Rakousku, například lze zmínit sadu pro Alžbětu Bavorskou nebo kněžnu Windischgraetzovou. Petr Carl Fabergé zhotovoval také držadla vějířů. Emailové vyráběl například ve sto čtrnácti barevných odstínech.
V Evropě po roce 1868 (Období Meidži v Japonsku) patřily mezi nejlevnější japonské předměty dostupné v západním světě. Vyráběné pro vývoz byly velké a rozevíraly se ve větším úhlu než 180°, byly zdobnější a propracovanější, japonské klasické umění zde bylo potlačeno.

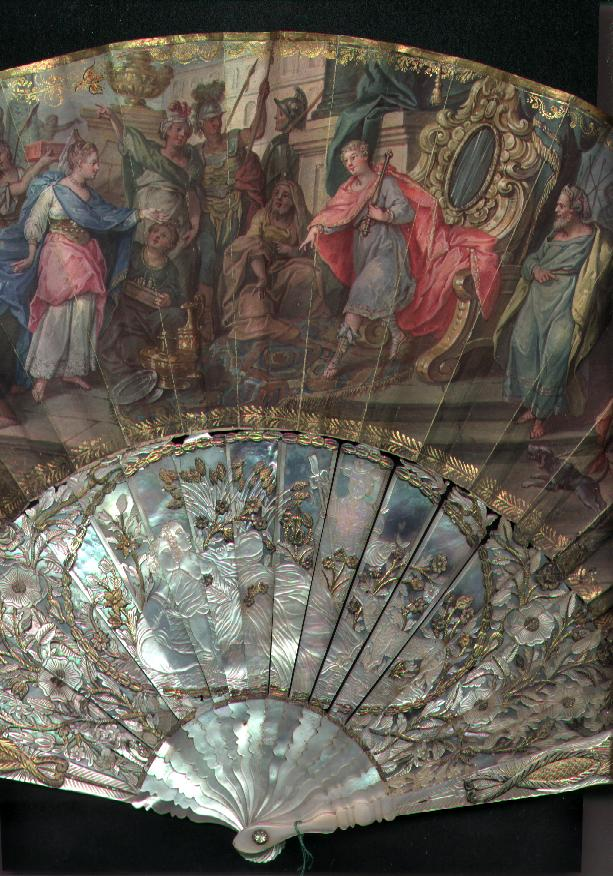
Detail vějíře,kolem roku 1840.

Secesní vějíř z perleti a hedvábí, kolem roku 1900, René Lalique

### Umělecké a řemeslné zpracování
Během staletí se jejich výroba v Evropě měnila v závislosti na prostředí a dostupném materiálu. Pevný se vyráběl z rostlinného materiálu (palmový list), různých druhů kůže, nebo z tkaniny. Péřové se vyráběly z pštrosího peří nebo z peří exotických ptáků. Také se dobarvovalo peří, které bylo dostupné. Různé druhy dřeva, kostí nebo slonovina se používaly na držadla. Konstrukce skládacích vějířů se vyráběly z želvoviny, slonoviny, rohoviny, perleti, kostí, také z různých druhů dřev. Nejmladším materiálem byl celuloid a později termoplasty.
Rytá a ražená nebo jemně prořezávaná žebra vějířů zdobily výrobci reliéfy, drahokamy, polodrahokamy, kovovými, stříbrnými nebo zlatými fóliemi. Byly lakovány, intarzovány, inkrustovány nebo zdobeny malbou. Mezi netradiční patřily novogotické vějíře vyrobené z litiny.
První skládané vějíře se potahovaly kůží. Používala se useň, kozinka nebo teletina, výjimečné bylo použití koňské kůže. Tento typ se dochoval jen v několika exemplářích a ve sbírkách je velmi ceněn. Pro lepší manipulaci se kůže prořezávala do složitých symetrických ornamentů, napodobujících paličkovanou krajku. Kůže byla také napouštěna silným parfémem.
Často používaným materiálem byl papír. Do Evropy se jeho výroba dostala již počátkem druhé poloviny dvanáctého století z Číny. Dovážené skládací vějíře tvořil velmi jemný a tenký malovaný papírový list s bohatým zdobením. Pro Evropu byl papír ve středověku nákladným zbožím. Byl většinou nahrazován velmi kvalitně zpracovanou kůží. Koncem devatenáctého století se stal papír běžným materiálem pro potažení listu a sloužil při výrobě levnějších vějířů. Používala se také ptačí pera, zpočátku pštrosí a paví. Později se přibarvovalo, zastřihávalo, tvarovalo za tepla nebo kadeřilo peří orlů, bažantů, atd., také peří sojek nebo kolibříků a papoušků.

## Japonsko

### Historie
Jedny z prvních vějířů v Japonsku pocházejí z mohyl kofun a dokazují podobnost s čínskými vějíři. Nejstarší typy ceremoniálních vějířů měly dlouhé rukojeti a byly zdobeny peřím nebo hedvábím napnutém na oválném rámu. Později se vyráběly malé pevné vějíře (učiwa), vhodné pro osobní používání. Pravděpodobně nejstarší hmotný předmět, který se podobal vějíři se nachází v císařské klenotnici Šósóin. Jsou to dvě dřevěné hůlky a na nich patrné pozůstatky zvířecí srsti, pravděpodobně natažené mezi hůlkami.
Období od devátého do konce dvanáctého století znamenalo především v kulturní oblasti země velký rozvoj. Začaly se projevovat změny v oblasti literatury, architektury, měnil se styl odívání. Objevila se novinka – skládací vějíř, jehož původ nebyl zatím uspokojivě vysvětlen. Čína i Japonsko si přivlastňují nárok na prvenství.  

### Typy a druhy

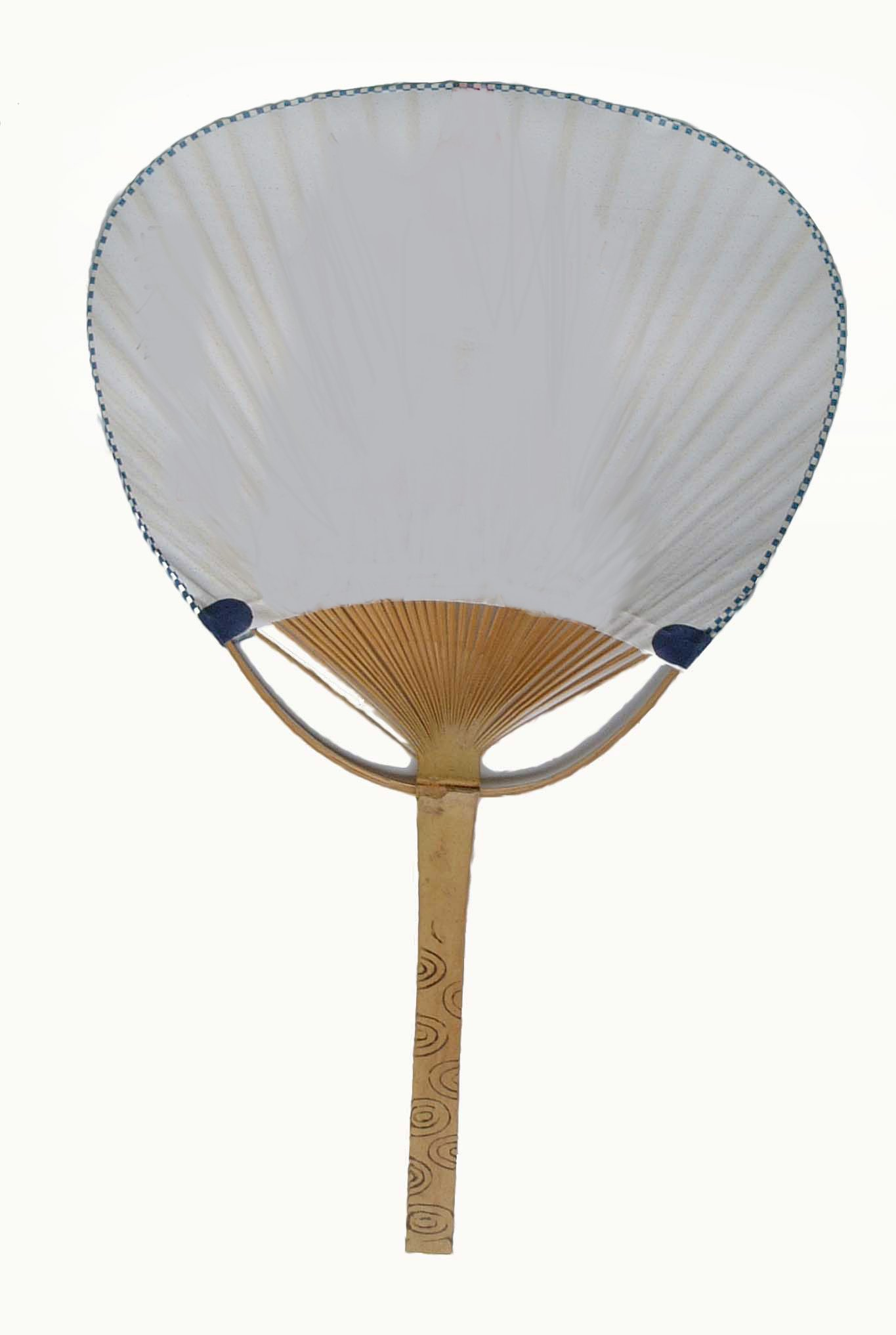
Pevný vějíř učiwa

Muži i ženy tradičně používali oba druhy, pevné učiwa i skládací ógi. Skládací se dělily podle druhu použití nebo podle materiálu. Hlavní výhodou skládacího byla jednodušší manipulace a skladnost. Lze říci, že v tomto období vznikly všechny základní typy a byl vytvořen konstrukční princip skládacího vějíře.  

#### Učiwa
Tvary vějíře učiwa byly různé, například kruhový s rovným držadlem, ve tvaru půlměsíce nebo obdélníkovému tvaru. Z bambusových stébel byla vyrobena rukojeť. Z rukojeti vycházely jednotlivé štěpiny bambusových stébel a tvořily souměrnou podpůrnou konstrukci pro papírový potah daného tvaru. Pro větší odolnost byl potahový papír potírán šťávou z tomelu japonského. Byl používán nižší společenskou vrstvou, byl levný a od konce devatenáctého století se začal využívat pro reklamní účely.  

#### Hiógi

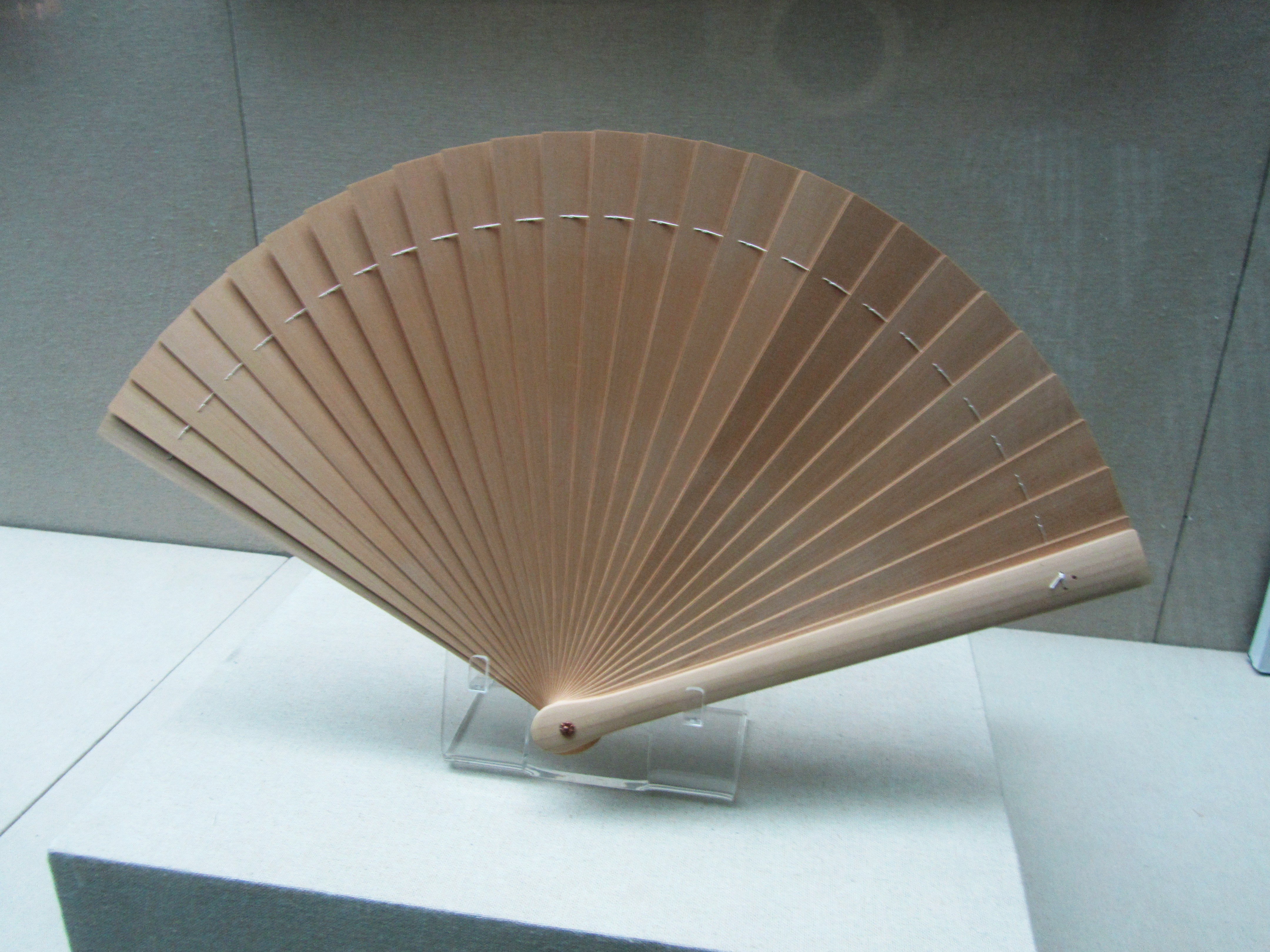
Vějíř hiógi

Speciální typ skládacího vějíře (hiógi) měl žebra vyrobena z cypřišového dřeva (hinoki). Připojením slova vějíř (ógi) vznikl jeho název. Podle výzkumných prací z dvacátého století mohly být předchůdci hiógi dřevěné destičky státních úředníků, které se používaly již v osmém století. Úředníci používali destičky v pracovním styku a tak logickým krokem mohlo být jejich svázání. Nálezy dvaceti dřevěných destiček s nápisy, nalezené v chrámu Tódži, které měli na jednom konci otvor a tak mohly být spojeny dohromady dokazují, že tento nález lze považovat za raný hiógi.  
Hiógi se nepoužíval při ovívání, ale patřil k oficiálním symbolům používaných při slavnostních příležitostech a to až do devatenáctého století. Nejstarší hiógi, které se dochovaly, patří do poloviny dvanáctého století a pocházely z pokladnice svatyně v Icukušimě. Hióki se skládal z třiceti čtyř až třiceti osmi žeber z cypřiše, které se směrem k nýtu zužovaly. Druhý konec byl spojen hedvábnými nitěmi. Zlatý nebo stříbrný prášek pokrýval povrch listu. Aversová strana byla zdobena malbou se scénami typickými pro dané období. Horní části okrajových lišt zdobily umělé květiny a hedvábné stuhy, dlouhé více než půl metru, a střapce.  

#### Ógi
Oblíbený byl také ógi s papírovým potahem listu. Zpočátku se vyráběly papírové ógi s dřevěnými žebry, jejichž počet byl pět až devět a byly spojeny skládaným papírovým listem. Při rozevření měl podobu klínu a rozpětí menší než devadesát stupňů. Dochovalo se pouze několik exemplářů většinou ve špatném stavu. Proto jejich existenci dokládá dřevěná skříňka z počátku desátého století s malbou, na které jsou vyobrazeny postavy hrající různé hry. Dvě z nich drží předměty, které vypadají jako složené vějíře.  

### Dvanácté – šestnácté století
Koncem dvanáctého století přešla politická moc do rukou vojenské šlechty. Zemi vládl šógun, zahrnuje konec období Heian a období Kamakura. Ve vývoji vějířů nedošlo k výrazným změnám. Strohý životní styl doplňovaly vojenské vějíře. Následné období Muromači se také vyznačovalo největším rozvojem v oblasti vojenské. Papírových vějířů z tohoto období se dochovalo velmi málo. Mezi další novinky patří zesílení koncových, krycích lišt nebo zdobení formou prořezávání a děrování. Listy byly zdobeny malbami krajin s květinami a ptáky, které se staly novou módu čtrnáctého století v oblasti výzdoby.  

#### Dvorní vějíře
Od konce čtrnáctého století se projevil čínský vliv inovací japonského skládacího vějíře. Čínský vějíř měly vždy dva polokulaté papírové listy nalepené z obou stran žeber. Jejich výhodou byla větší pevnost. V tomto období se začaly objevovat skládací papírové vějíře s listem jednoduchým i dvojitým. A v  patnáctém století již byly běžnější vějíře s dvojitým listem. Konstrukční problém, který vyplynul z větší tloušťky složeného dvojitého listu se řešil větším počtem žeber. Tento vějíř (suehiro nebo také komori) se používal u dvora nebo také při představení divadla nó.  

#### Varianty ógi – rikjú, mai, čúkei
Malý skládací vějíř se třemi žebry, silným papírovým listem a jednoduše zdobený (rikjú ógi) se používal při čajovém obřadu. Používal se jako „podnos“, na kterém se podávaly malé sušenky. Skládací mai ógi používali tanečníci, které jim „prodlužovaly ruce“.
Jejich používání při hrách nó a kabuki sloužilo ke zdůraznění gest v průběhu hry a dokreslení atmosféry představení. Měly výrazné a zářivé barvy, aby byly dobře viditelné i pro obecenstvo.

### Sedmnácté – devatenácté století

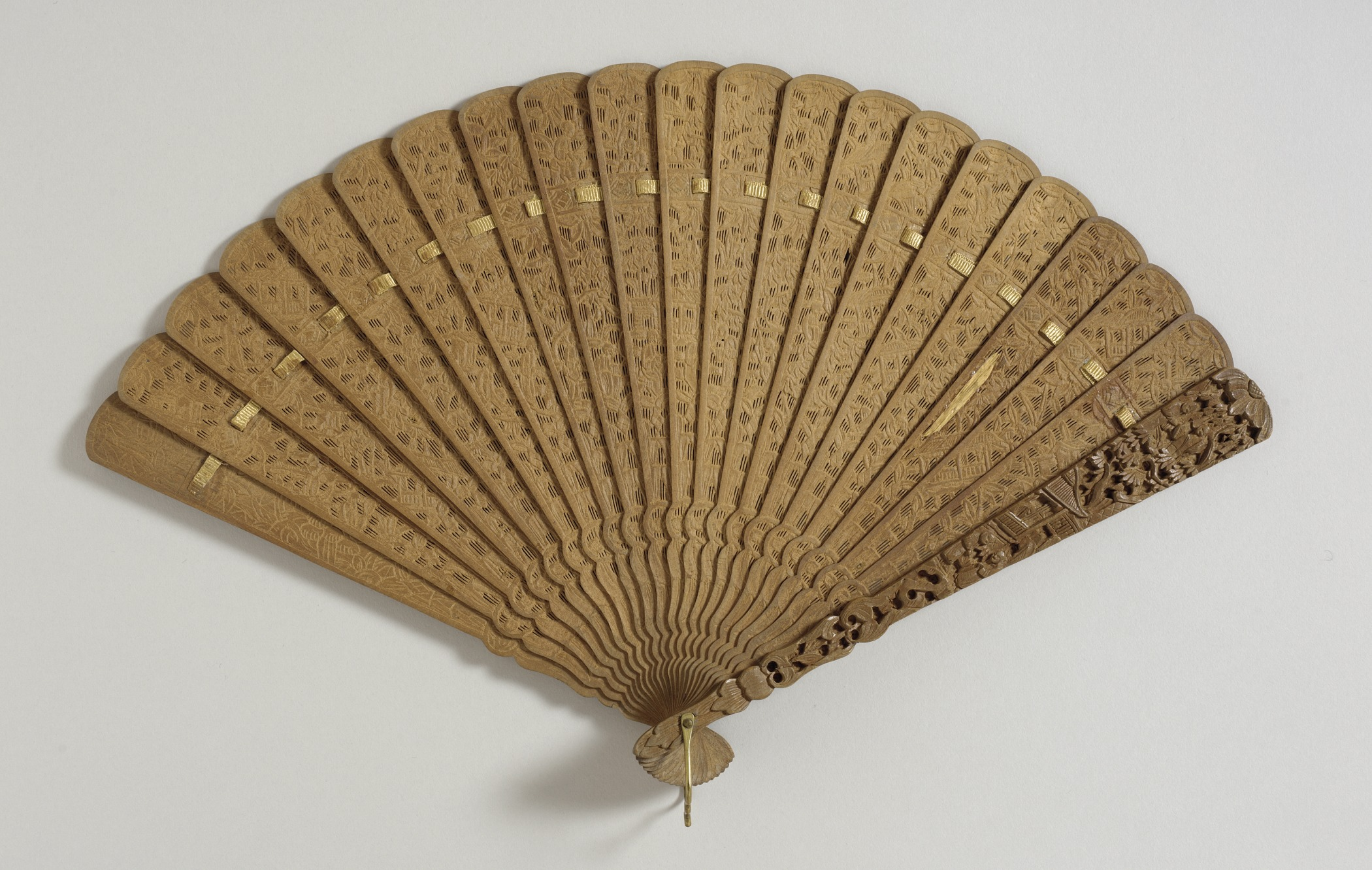
Vějíř typu brisé z prořezávaného santalového dřeva, Čína kolem 1870

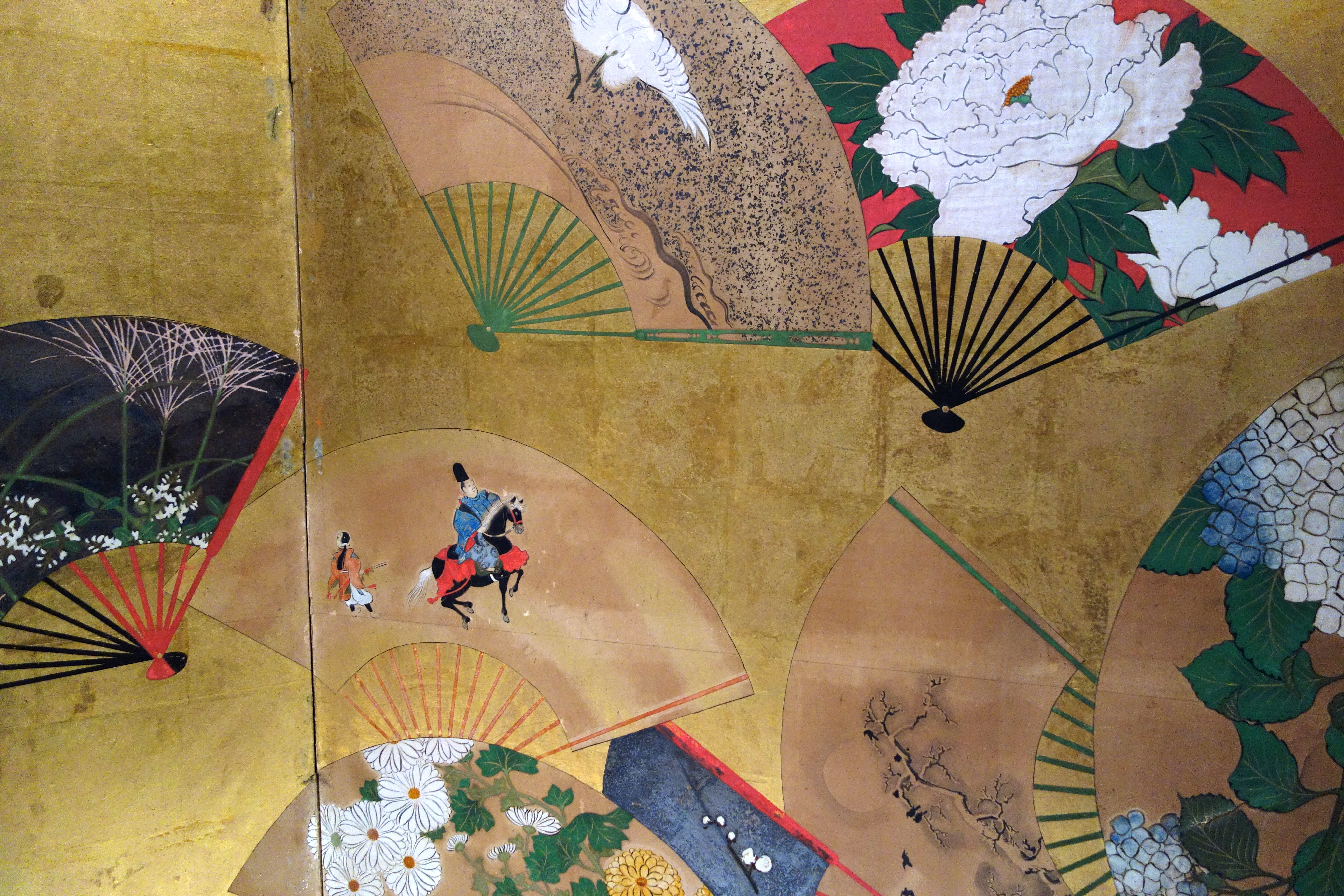
Vějíř s malbou od Sakai Oho (1808-1841), barva na zlatém papíru, Národní muzeum v Tokiu

Důležitým znakem první poloviny sedmnáctého století byla izolace Japonska od ostatního světa. Mimo zákon bylo postaveno křesťanství a byl omezen zahraniční obchod. Druhá polovina sedmnáctého století znamenala růst japonských měst a postupný ústup aristokratické kultury. Tu začala nahrazovat měšťanská a lidová kultura. 
Řemeslníci a obchodníci vytvořili během období Edo silnou sociální vrstvu, která vytvářela vlastní specifickou kulturu, projevující se kultem zápasníků sumó, pouličních vypravěčů a zpěváků, kultem kurtizán, gejš, tanečnic a divadelních herců nebo loutkoherců. V období Edo byl vějíř především v letním období nezbytným každodenním doplňkem všech společenských vrstev. Zájemce si mohl koupit již hotový skládací nebo pevný s malovanými i tištěnými listy, nebo si nechat vyrobit vlastní z nabízených vzorů. Na rozdíl od evropských zemí zde používali vějíře ženy i muži. Pro muže se vyráběly jednoduše zdobené nebo čistě bílé.
S pomocí vějířů zůstávaly zachovány zvyky a etiketa let minulých. Například nepsaná pravidla dobrého chování vyžadovala, aby byl vějíř otevřen venku před budovou a po vstupu do budovy musel být zavřený, uschovaný v rukávu nebo za šerpou (óbi) a platilo mnoho dalších pravidel.

### Umělecké a řemeslné zpracování
Zpracování záviselo na jeho druhu, tedy i na použitém materiálu a také na osobnosti budoucího majitele. V tomto období byly vějíře učiwa dekorovány malbou tuší nebo akvarelovými barvami v kombinaci s kaligrafií nebo pozlacováním. V devatenáctém století se používal barevný tisk.
Na žebrovou konstrukci vějířů ógi se používal nejčastěji cypřišek tupolistý. Slonovina se dovážela z Číny a Indie. Používaly se i kosti mroží, narvalí nebo rohovina. Na výrobu dekorativních ozdob se používalo  zlato, stříbro, měď, olovo nebo cín. Emailové výzdoby se více používaly v Číně.
S ohledem na lepší stabilitu a odolnost listu se hedvábí kombinovalo s papírem. Vějíře doplňovaly hedvábné šňůry a střapce. V druhé polovině devatenáctého století se zdobily hedvábné listy výšivkou. Také krycí lišty byly například podkládány kovovými fóliemi, prořezávány a často lakovány.
Na všech typech byla používána malba, technika laku, tisku a nejčastěji barevného dřevořezu. V období Muromači se malování vějířů stalo samostatným odvětvím. Z listů, zdobených uznávanými malíři se někdy stávalo umělecké dílo. List se potom ukládal do alba pro další generaci. Levnější vějíř většinou sloužily pouze jednu sezonu, během léta.

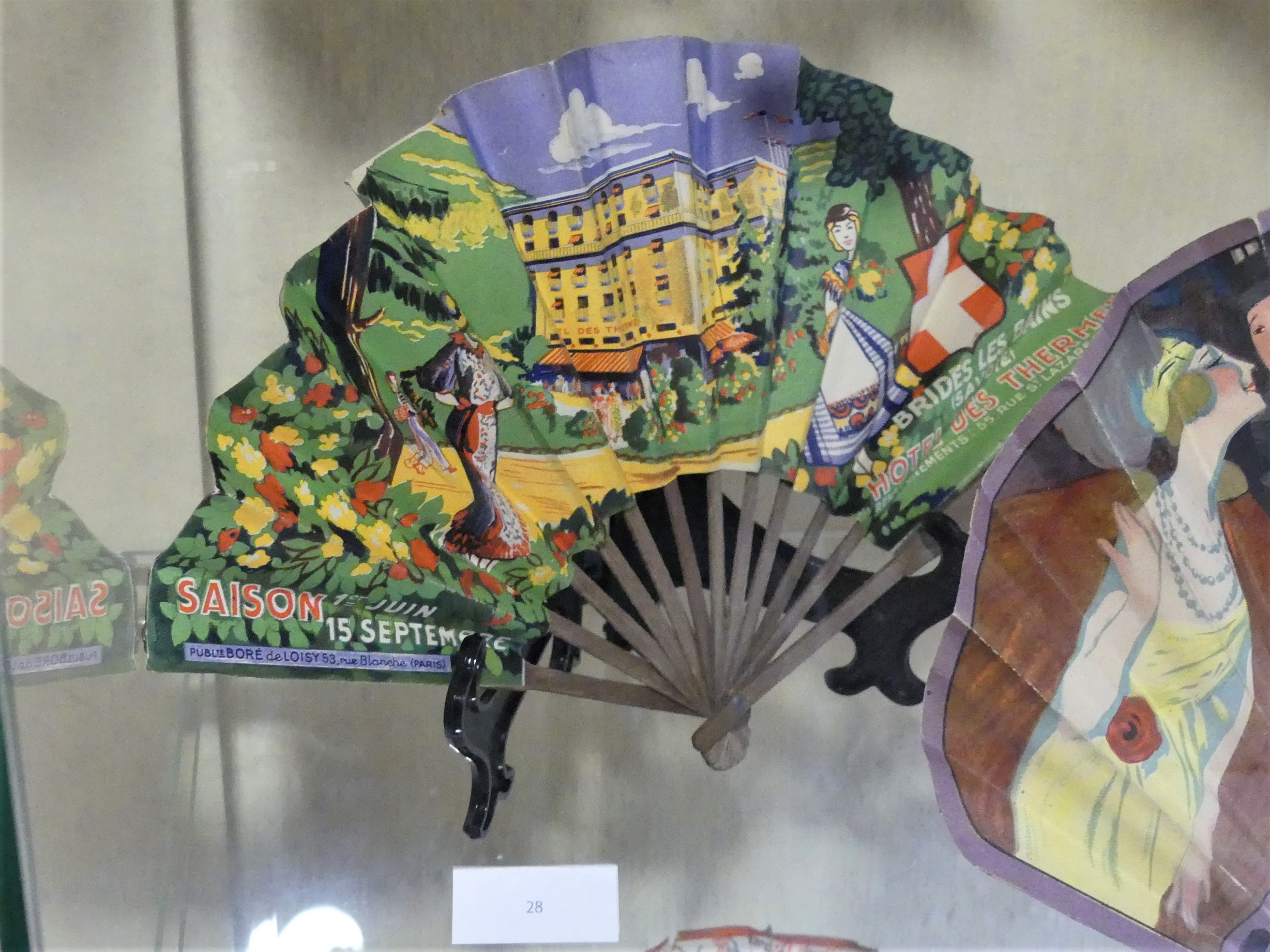
Reklamní vějíř z roku 1910 pro termální lázně Brides-les-Bains

## Dvacáté století
Během dvacátého století vymizel praktický význam vějíře, ale stále se používal jako módní doplněk. Jako reklamní předmět se začal používat již době secese. Společnosti na něj dávaly svá loga, nebo slogany. Postupně se začal používat jako reklamní předmět. Klesala jejich kvalita i cena. Od poloviny dvacátého století (s výjimkou Itálie, Španělska, Japonska a Koreje), téměř vymizely.
Například módní návrhář Karl Lagerfeld se ve společnosti často ovíval malým černým vějířem.

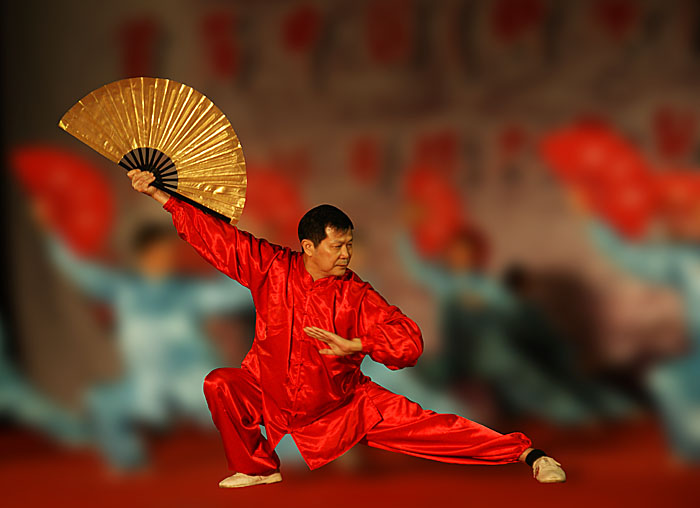
Tradiční tanec s vějířem Kongfu, Čína

## Symbolická mluva – příklady
- Rychle se ovívat vějířem – velmi Tě miluji.
- Skládat pomalu vějíř – ano.
- Skládat rychle a podrážděně vějíř – ne!

- Nechat vějíř upadnout — náležím Tobě.
- Nastavit vějíř proti slunci – jsi ošklivý, nelíbíš se mi!
- Opřít vějíř o pravou tvář – ano.
- Opřít vějíř o levou tvář – ne.
- Podat ho matce – jdi! Všechno skončilo.
- Uchopit otevřený vějíř oběma rukama – bude lepší, když na mne zapomeneš.
- Zakrýt oči otevřeným vějířem – miluji Tě!

- Držet vějíř v levé ruce – chci se s Tebou seznámit!
- Pohybovat vějířem v levé ruce – pozorují nás!
- Držet vějíř nebo jím pohybovat v pravé ruce – miluji jiného.
- Odhodit vějíř – nenávidím Tě, sbohem! Všechno skončilo!
- Poklepávat zavřeným vějířem levou ruku – napiš mi!
- Mávat vějířem rychle – žena Vás velmi miluje.
- Uhodit vějířem do něčeho – znamená netrpělivost.
- Zlomený vějíř – všechno skončilo.[1]